# Bochs
Bochs è un software Open Source che emula architetture x86 e AMD64. Scritto da Kevin Lawton in C++, supporta l'emulazione di processori (inclusa la modalità protetta), memorie, dischi, display, ethernet, BIOS e le più comuni periferiche hardware degli IBM compatibili.
Molti sistemi operativi possono essere eseguiti usando l'emulatore, ad esempio il DOS, alcune versioni di Windows, BSD e GNU/Linux. Bochs può essere eseguito da molti sistemi operativi, tra cui Windows, GNU/Linux e macOS.
Bochs è comunemente usato per lo sviluppo e il debug di sistemi operativi oppure per l'installazione di uno nuovo su uno già esistente. È inoltre usato per eseguire abandonware non più supportati.

## Bochs per Sony PSP
Matan Gillon ha convertito l'emulatore Bochs da PC a PSP. L'emulatore viene chiamato Bochs X86 o Bochs PSP ed è un homebrew. Per via delle scarse performance bisogna effettuare l'overclocking della PSP per far funzionare bene l'emulatore. Allo stato attuale Windows 98 impiega dai 5 ai 10 minuti per avviarsi.
Sistemi operativi supportati dall'emulatore:
- Windows 3.x
- Windows 95
- Windows 98
- Linux
- OS/2